# Piper punctulivenum
Piper punctulivenum är en pepparväxtart som beskrevs av C. Dc.. Piper punctulivenum ingår i släktet Piper och familjen pepparväxter. Inga underarter finns listade i Catalogue of Life.